# Olavi Paavolainen
'Olavi Paavolainen est un écrivain, essayiste, journaliste et poète finlandais. Au cours de ses premières années, il écrit sous le pseudonyme dOlavi Lauri. Olavi Paavolainen est la figure centrale du groupe littéraire Tulenkantajat (en français : Les Porteurs de flambeau) et l'un des leaders d'opinion littéraire les plus influents entre les deux guerres mondiales en Finlande. Il représente des visions libérales et européennes de la culture et a un œil éclectique pour les nouvelles idées.
À la fin des années 1920, Olavi Paavolainen écrit des essais qui louent la vie urbaine, la technologie et les voitures rugissantes dans ses œuvres centrées sur le modernisme. Il s'inspire d'auteurs comme le poète futuriste italien Filippo Tommaso Marinetti et l'intellectuel français André Gide. Son premier livre Nykyaikaa etsimässä (fi) (traduction du titre en français : À la recherche des temps modernes) (1929), est un recueil de ses essais des années 1920. Dans les années 1930, il se concentre sur la montée des régimes autoritaires en Europe et sur leurs promesses de créer un nouvel homme et une nouvelle société. À la suite de ses visites en Allemagne nazie (1936) et en Amérique du Sud (1937), il écrit trois essais : Kolmannen Valtakunnan vieraana (fi) (traduction du titre en français : Comme un invité du troisième Reich) (1936), Lähtö ja loitsu (1937) (traduction du titre en français : Départ et sort) et Risti ja hakaristi (traduction du titre en français : Croix et Svastika) (1938), trilogie connue sous le nom Pako pimeyteen (en français : Évasion dans les ténèbres). Le thème général de ses livres est la nature des changements politiques et culturels qui ont englouti sa société contemporaine. Son livre sur son voyage en Union soviétique (1939) est interrompu par le déclenchement de la Seconde Guerre mondiale. Son dernier livre, Synkkä yksinpuhelu (traduction du titre en français : Un monologue solennel) (1946), s'inspire largement de ses notes de journal intime de 1941 à 1944, alors qu'il servait dans l'armée finlandaise.

## Biographie

### Jeunesse
Olavi Paavolainen est né le 17 septembre 1903 à Kivennapa en Carélie dans le Grand-duché de Finlande. Il descend d'une famille de fonctionnaires et de soldats. Son père, Pietari (Pekka) Paavolainen, est avocat et député et sa mère est Alice Laura (Löfgrén). En 1914, il s'installe à Helsinki où il commence à écrire des poèmes, dès l'âge de douze ans. Il étudie ensuite l'esthétique et la littérature à l'université d'Helsinki, de 1921 à 1925, mais sans être diplômé. Pendant ses études universitaires, Paavolainen commence déjà à publier des critiques et des poèmes.
La poétesse Katri Vala, dont le premier livre parait en 1924, contribue à encourager Paavolainen dans son choix de carrière littéraire. La même année, Paavolainen participe à l'anthologie Nuoret runoilijat I (traduction du titre en français : Jeunes Poètes I), sous le pseudonyme d'Olavi Lauri, qu'il utilise durant quelques années. Au cours de cette première période, Paavolainen s'intéresse au nudisme, et il considère que les œuvres d'Anne Claude Louise d'Arpajon, comtesse de Noailles sont importantes pour son développement. Dans ses lettres à Katri Vala, Olavi Paavolainen exprime également son intérêt pour les beaux costumes et se moque de lui et de son côté dandy.
Olavi Paavolainen est hétérosexuel et particulièrement attiré par les femmes plus âgées de pouvoir, et parmi ses amis il y a la célèbre Minna Craucher (en), qui a des contacts avec le mouvement de Lapua, d'extrême droite. Minna Craucher est assassinée en 1932. Par ailleurs, la député politique communiste Hertta Kuusinen est aussi l'amie intime de Olavi Paavolainen, pendant ses dernières années. De plus, sa relation avec l'écrivaine Helvi Hämäläinen est très importante pour Olavi Paavolainen pendant les années de guerre. Celle-ci dépeint Olavi Paavolainen sous les traits d'Arthur, son personnage narcissique dans deux de ses romans. Leur liaison dure jusqu'en 1941 et Olavi Paavolainen dira, qu'elle est « la seule femme ayant osé le quitter ».

## Carrière d'essayiste et de poète

### Fin des années 1920
En 1927, Olavi Paavolainen se rend à Paris et écrit ses impressions dans le magazine Ylioppilaslehti (fi), édité par Urho Kekkonen. Son premier livre, Valtatiet (traduction du titre en français : Autoroutes), co-écrit avec Mika Waltari est publié en 1928. Le poète sillonne les pays d'Europe dans sa voiture Fiat, rouge.
Valtatiet, inspiré par la passion automobile et les manifestes futuristes de Marinetti, est suivi, en 1929, par une compilation d'essais, Nykyaikaa Etsimässä (traduction du titre en français : À la recherche des temps modernes) qui se concentre sur la modernisation de l'Europe après les atrocités de la Première Guerre mondiale. Au cours de cette période, de 1928 à 1929, il sert également dans l'armée finlandaise. Lorsque l'écrivain Pentti Haanpää attaque l'armée dans son livre Kenttä ja kasarmi (1928), Olavi Paavolainen considère ses vues sur la vie militaire comme exagérées et malveillantes.

### Les années 1930

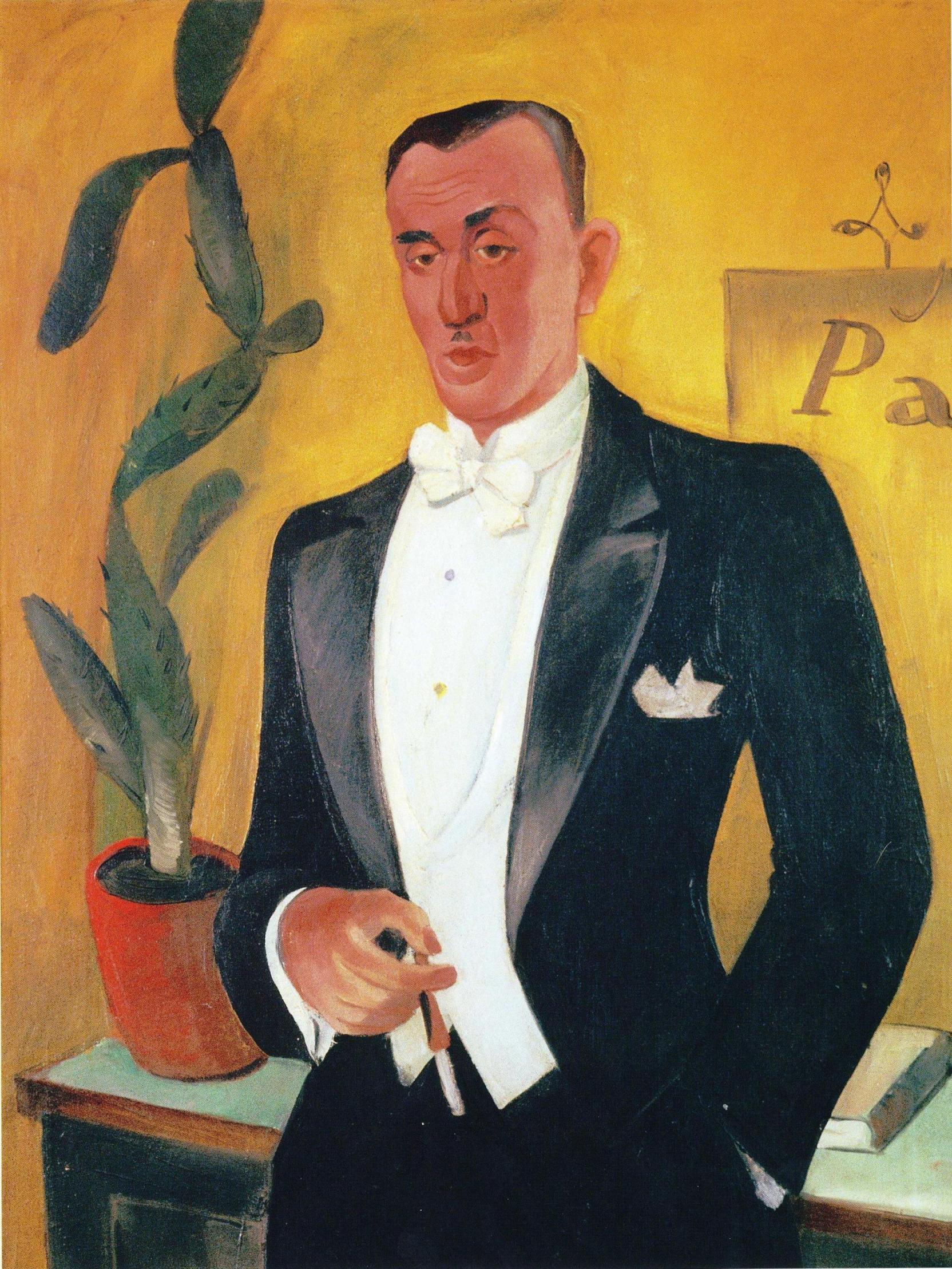
Olavi Paavolainen (tableau de Väinö Kunnas - 1928).

En 1930, Olavi Paavolainen devient, pendant un court moment, le rédacteur en chef de la revue Tulenkantajat, mais il rencontre des difficultés financières, et en tant qu'écrivain indépendant, il n'a pas de revenus réguliers. Dans l'atmosphère conservatrice des années 1930, Olavi Paavolainen se sent seul. Il fait un voyage en Angleterren en 1932, mais n' a pas l'énergie d'écrire le livre de voyage que son éditeur attend. En 1930, son père meurt et Olavi Paavolainen avoue avoir vécu un rêve œdipien dans lequel il devient adepte de Sigmund Freud.
Au début des années 1930, Olavi Paavolainen mécontent de ce qu'il considère comme le retard socio-économique de la Finlande déclare qu'il était temps de « donner la parole à la nouvelle ère de la vitesse, de la mécanisation, du cosmopolitisme, du collectivisme et de l'expérience européenne ». Il publie son nouvel ouvrage, Keulakuvat, un recueil de poésie, en 1932, puis Suursivous, la même année.
De 1933 à 1934, Olavi Paavolainen travaille dans une agence de publicité à Helsinki, puis en 1935 à Turku, en tant que directeur publicitaire d'une entreprise de vêtements, toujours intéressé par la mode élégante. Plus tard, à l'automne 1935, il démissionne et retourne à Helsinki sans aucun travail. En 1936, il fait un voyage en Allemagne nazie et assiste au congrès de Nuremberg. Dans son carnet de voyage, Kolmannen valtakunnan vieraana (fi), il y dépeint à la fois son enchantement et ses impressions critiques de différents éléments du nazisme :

« C'est une vieille vérité que la foi ne tolère pas le jeu. Les jeunes nazis, qui étaient si heureux, immersifs et pleins d'humour dans des circonstances ordinaires, devinrent gravement curieux à mesure que les momies de la rue se tournaient vers les croyances socialistes nationales. »

Pendant son séjour en Allemagne, Olavi Paavolainen rencontre des politiciens, des écrivains, des jeunes enthousiastes et des intellectuels nazis. Il assiste à des événements où des politiciens nazis de premier plan comme Joseph Goebbels prononcent des discours. L'expérience est documentée dans Kolmannen valtakunnan vieraana.
« Ce petit homme est tout en nerfs et cerveau - le cœur et l'âme sont absents. Sa vanité est évidente », écrit-il au sujet de Joseph Goebbels, dans son livre Kolmannen valtakunnan vieraana.
Kolmannen valtakunnan vieraana est un grand succès, mais il est également considéré comme ambigu et fait l'objet de grands débats, lors de sa publication en décembre 1936.
Grâce à l'aide financière de sa maison d'édition Gummerus, Olavi Paavolainen peut se rendre en Amérique du Sud, en 1937. Il se rend au Brésil, en Argentine et au Paraguay et écrit sur ses expériences dans les livres Lähtö ja loitsu et Risti ja hakaristi. Peu avant la Guerre d'Hiver, en 1939, il voyage également en Union soviétique et se dit admiratif du modernisme de Joseph Staline dans la ville.

### Les années 1940

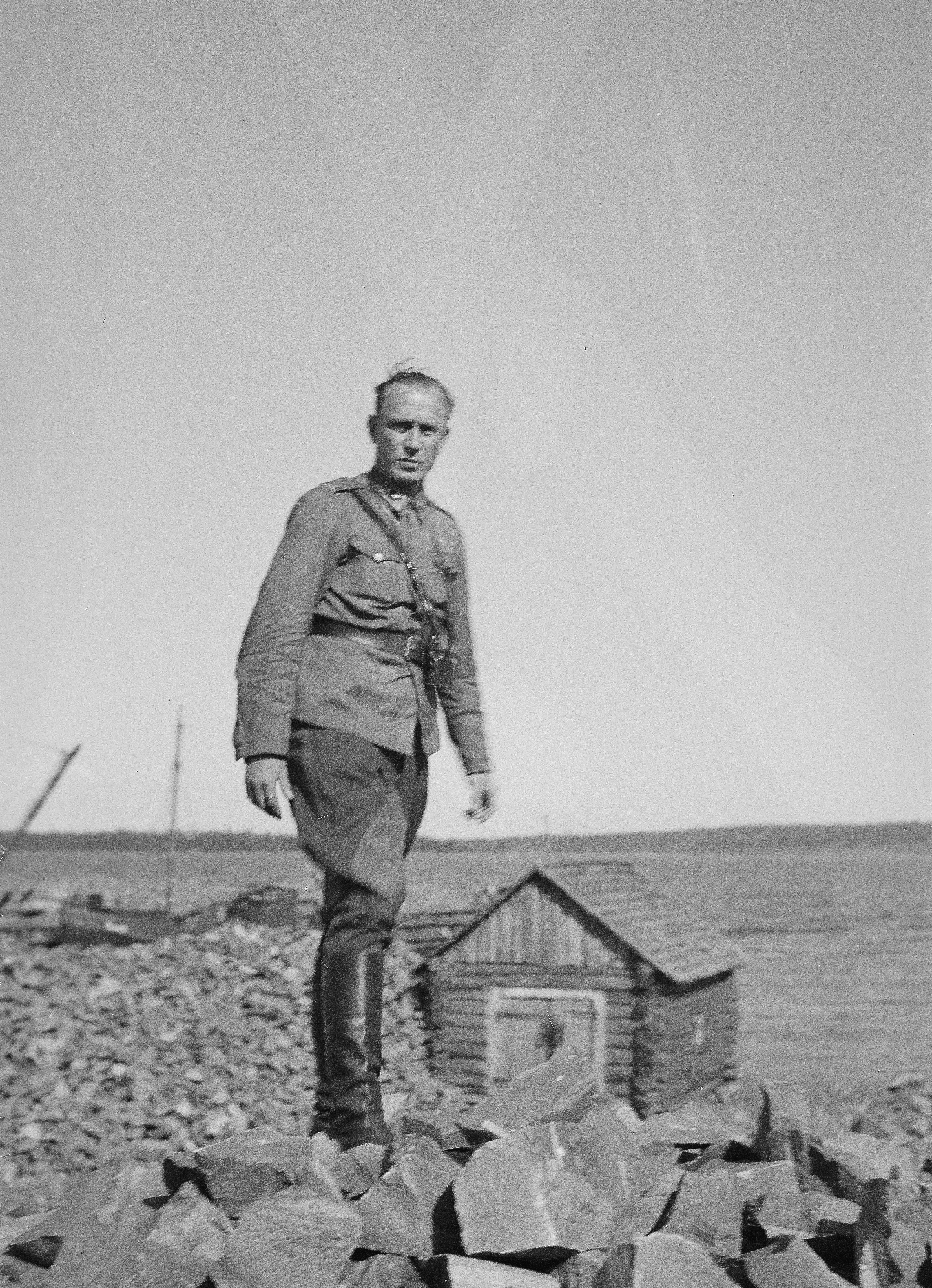
Olavi Paavolainen durant la Seconde Guerre mondiale.

Pendant la Seconde Guerre mondiale, Olavi Paavolainen sert au Département de l'information du quartier général. Il est affecté à Mikkeli, dans l'est de la Finlande, après le déclenchement de la guerre d'Hiver, comme adjudant à un général d'infanterie et il visite Vienola en 1944. Sa maison d'enfance avec sa célèbre palmeraie a été détruite. C'était la dernière fois qu'il voyait son lieu de naissance. Le journal intime de Paavolainen, Synkkä yksinpuhelu, publié en 1946, a été critiqué dans le pays en raison de son opposition à la guerre entre la Finlande et l'Union soviétique. Alors qu'entre 1940-1941, Olavi Paavolainen est enthousiaste au sujet d'une victoire attendue de l'Allemagne et qu'il a des contacts avec Suomen Kansallissosialistinen Työjärjestö, un parti finlandais inspiré par les nazis, il commence bientôt à avoir des réserves au sujet de l'alliance de la Finlande avec l'Allemagne alors que la vague de la guerre se retourne contre eux. Après les grandes critiques reçues pour Synkkä yksinpuhelu, Paavolainen met fin à sa carrière d'éditeur.
En 1945, Olavi Paavolainen épouse la poète Sirkka-Liisa Virtamo, mais le mariage prend fin officiellement huit ans plus tard, en 1953

Il meurt le 19 août 1964 à Helsinki.

## Ses ouvrages
- (fi) sous le pseudonyme de Olavi Lauri avec Mika Waltari, Valtatiet. Runoja, Helsinki, Otava, 1928
- (fi) Nykyaikaa etsimässä. Esseitä ja pakinoita, Helsinki, Otava, 1929
- (fi) Keulakuvat. Runoja, Helsinki, Otava, 1932
- (fi) Suursiivous eli kirjallisessa lastenkamarissa, Jyväskylä, Gummerus, 1932
- (fi) Kolmannen valtakunnan vieraana. Rapsodia, Jyväskylä, Gummerus, 1936
- (fi) Lähtö ja loitsu. Kirja suuresta levottomuudesta, Jyväskylä, Gummerus, 1937
- (fi) Risti ja hakaristi. Uutta maailmankuvaa kohti, Jyväskylä, Gummerus, 1938
- (fi) Synkkä yksinpuhelu. Päiväkirjan lehtiä vuosilta 1941–1944, I–II, Porvoo, WSOY, 1946
- Pietari–Leningrad. Helsinki: Suomi–Neuvostoliitto-seura, 1946.
- Valitut teokset 1–4. Helsinki: Otava, 1961.
  - Valitut teokset 1: Nykyaikaa etsimässä; Suursiivous; esipuhe: Kai Laitinen.
  - Valitut teokset 2: Keulakuvat; Lähtö ja loitsu.
  - Valitut teokset 3: Kolmannen valtakunnan vieraana; Risti ja hakaristi.
  - Valitut teokset 4: Synkkä yksinpuhelu.
- (fi) Ville Laamanen et Hannu Riikonen (ed.), Volga virtaa nyt Moskovaan, Helsinki, Teos, 2016 (ISBN 978-951-851-706-4)

## Anthologie
- Nuoret runoilijat. avec Kaarina Vaher, Katri Vala, Onni Halla, Yrjö Jylhä, Arvi Kivimaa, Olavi Lauri (Olavi Paavolainen), Johan Edvard Leppäkoski, P. Mustapää (Martti Haavio) et Ilmari Pimiä. Porvoo: WSOY, 1924.

## Prix et récompenses
- Prix Eino Leino, 1960
- Médaille Pro Finlandia, 1962

## Source de la traduction
- (en) Cet article est partiellement ou en totalité issu de l’article de Wikipédia en anglais intitulé « Olavi Paavolainen » (voir la liste des auteurs).